# Dobozi István (jegyző)
Dobozi István (Monor, 1847. december 24. – Maglód, 1921. május 12.) községi jegyző.

## Élete
Monoron született, ahol apja birtokos volt. Középiskoláit a budapesti katolikus főgimnáziumban, jogi tanulmányait a budapesti egyetemen végezte. 1865-ben lépett a községjegyzői pályára Békés vármegyében, Újkígyóson, ahol két évet töltött. 1867-től Maglódon, Pest vármegyében mint községi jegyző, megyebizottsági tag és földbirtokos működött. Az 1876-ban Gödöllőn Rómer Flóris elnöklete alatt megalakult történelmi és régészeti múzeum-egyletnek három évig titkára és az egylet évkönyveinek (Budapest, 1877. és 1878.) szerkesztője, a községi és körjegyzők országos egyletének megalakítója, választmányi tagja és jegyzője, a Pest-Kis-Kun-megyei jegyzői egyletnek elnöke volt. Külföldi utazást tett Olaszországban és Franciaországban. A közigazgatás terén szerzett érdemeiért ő felsége 1891. május 4-én az arany érdemkereszttel tüntette ki.
Irodalmi működést főleg a közigazgatás terén fejtett ki, melyet 1869-ben a dr. Kiss Ilméri István által szerkesztett Magyar Jegyző című lapnál kezdett meg és a Jegyzők lapjában és Községi Ujságban mint rendes munkatárs folytatott.

## Munkái
- Községi és közjegyzők kézikönyve. Budapest, 1877
- A községi közigazgatás kézikönyve. Budapest, 1878 (2. kiadás. 1881. Pótfüzet, 1884., 4. bőv. és újonnan átdolgozott kiadás két kötetben 1885. Uo.)

Szerkesztette a Községi Közlönyt 1879. október 1-től 1882. június 4-ig Barta Lászlóval együtt, az Uj Községi Közlönyt 1883. január 4-től 1884. június 19-ig Budapesten; ez utóbbi lapból keletkezett a Magyar Közigazgatás, mely lapnál a Községi közigazgatás című rovatot mint belmunkatárs több évig vezette. 1883 decemberében a Leányvilág és Magyar Ifjuság Lapja című két lapot alapította, melyeknek kiadó-tulajdonosa volt.